# 洛霍丁公园
洛霍丁公园（捷克語：Lochotínský park）是捷克比尔森最古老的公园，位于比尔森市第一区。在19世纪，这里是比尔森的温泉中心和爱国集会的场所。贝多伊齐·斯美塔那和约瑟夫·卡耶坦·狄尔都曾参观该公园。

## 历史
1828年，马丁·科佩克（Martin Kopecký）被任命为比尔森最后一位行政首长。他与朋友们一起成立了一家股份公司，在洛霍丁修建波西米亚第一家水疗中心。1832年，公园开始翻修，水疗大楼逐步建成。当时，卡雷尔·乔特克（Karel Chotek）伯爵也出资购买了这块土地。一年后，水疗中心开始运营，包括饮用疗法、泥浆浴和水浴。这个地方成为社会活动、娱乐和捷克爱国生活的中心。1841年，在这里举办了比尔森的第一次捷克舞会，仅比布拉格晚了一年。三年后，在这里建立了一个纯捷克语的图书馆和杂志阅览室。
1849年，洛霍丁出售给市民酿酒厂，由其管理一直到1946年国有化。1888年至1889年建造了仿古典风格的皇家大厅（Císařský sál），配备温泉柱廊和现代煤气灯，拥有卓越的声学效果。从1899年开始，有电车载客来到温泉。水疗服务一直提供到第二次世界大战初期，战争期间这里改为部队医院。
1979年，带餐厅和热带温室的皇室大厅因拓宽街道而被拆除。1984年，这一地区因其科学和文化历史价值被宣布为保护区，1997年洛霍丁公园因重要的景观价值又被列为自然遗产，保留有洛霍丁馆（过去用于温泉治疗和舞会）、音乐馆、市长马丁·科佩克（Martin Kopecký）纪念碑。通往公园的是两条白杨树纪念大道：科米洛夫卡大道（alej Kimmerovka）和洛霍丁大道（Lochotínská alej）。